# Медово (дем Преспа)
 За другите села с това име вижте Медово.  
Мѐдово (на гръцки: Μηλιώνα, Милиона или Μηλιώνας, Милионас, катаревуса Μηλεών, Милеон, до 1926 година Μέδοβο, Медово или Μέδοβον, Медовон) е село в Република Гърция, в дем Преспа, област Западна Македония.

## География
Селото е разположено на 40 километра северозападно от град Лерин (Флорина) в подножието на планината Бела вода близо до Малкото Преспанско езеро.

## История

### В Османската империя
В края на XIX век Медово е чисто българско село. В „Етнография на вилаетите Адрианопол, Монастир и Салоника“, издадена в Константинопол в 1878 година и отразяваща статистиката на населението от 1873 година, Медово (Médovo) е посочено като село в каза Ресен с 15 домакинства и 40 жители българи.
В началото на XX век Медово е чисто българско село в Битолска каза. Според статистиката на Васил Кънчов („Македония. Етнография и статистика“) в 1900 година в селото живеят 100 българи християни.
На Етнографската карта на Битолския вилает на Картографския институт в София от 1901 година Медово е чисто българско село в Битолската каза на Битолския санджак с 18 къщи.
След Илинденското въстание през 1904 година цялото село минава под върховенството на Българската екзархия. По данни на секретаря на екзархията Димитър Мишев („La Macédoine et sa Population Chrétienne“) в 1905 година в Медово има 120 българи екзархисти.
В първите дни на април 1908 година властта претърсва селото, като обиските са съпроводени с изтезния и насилие.

### В Гърция
През Балканската война в селото влизат гръцки части, а след Междусъюзническата война Медово попада в Гърция. Боривое Милоевич пише в 1921 година („Южна Македония“), че Медово има 20 къщи славяни християни. В 1926 година селото е прекръстено на Милионас. По време на Гражданската война в Гърция в 1949 година населението на Медово се изселва. След войната в селото са заселени власи колонисти от Епир.
В 1925 година в Медово е построена църквата „Свети Николай“. Иконите в нея са от XVIII и XIX век, което предполага, че на нейно място е имало по-ранна църква.
Преброявания
- 1913 – 130 души
- 1920 – 152 души
- 1928 – 161 души
- 1940 – 209 души
- 1951 – 0 души
- 1961 – 107 души
- 1971 – 47 души
- 2001 – 1 човек
- 2011 – 2 души

## Личности
Родени в Медово
- Ники Богоева Стерьовска (1929 - 1949), гръцка комунистка; служила като медицинска сестра в ДАГ, загинала в битката за Лерин на 12 февруари 1949 година; посмъртно наградена с отличието „Електра“[12]
- Стоя Богоева Стерьовска (1928 - 1951), гръцка комунистка; войник на ДАГ, действала като разузнавачка в Суровичко, завършила Военното офицерско училище на ДАГ, умира от инфекция[13]
- Фотия Каранфилова, македонска партизанка[14]
- Христо Каранфилов, български революционер от ВМОРО[15]